# Зоран Ферич
Зоран Ферич (Zoran Ferić; *2 червня 1961, Загреб, СФРЮ, тепер Хорватія) — хорватський письменник і журналіст, один з найконтраверзійніших прозаїків сучасної хорватської літератури.

## З біографії і творчості
Зоран Ферич народився 1961 року в Загребі. 
Закінчив відділення літератури філософського факультету Загребською університету. Викладає в одній із загребських гімназій і є коментатором політичного тижневика. 
В літературі домігся визнання як оповідач, якого пов'язують із поколінням, згуртованим у другій половині 1980-х довкола часопису «Quorum». Хоча свої перші оповідання він опублікував саме в цей період, збірки «Полапка Волта Діснея» («Mlsolovka Walta Disneya», 1996) та «Ангел у офсайді» («Andeo u ofsajdu», 2002) з'явилися в час, коли гурт «кворумівців» утратив спільні орієнтири й коли суспільний і культурний клімат був сприятливим для того типу індивідуальності, який характерний для цього письменника. 
Проза Ферича ґрунтується на абсурдних та химерних ситуаціях, випадковостях, а також на захопленні автора та персонажів його оповідань хворобливим та фізіологічним. У романі «Смерть дівчинки із сірниками» («Smrt djevojdce sa zigicama»), вирішеному в жанровому ключі детективної розповіді, яку поміщено в замкнуте острівне середовище, помітне вміння оповідача використати й розробити типові ситуації, у той час як у романі «Діти Патраса» («Djeca Patrasa», 2005) позиція суб'єкта оповіді зазнала суттєвих змін, наблизившись до іншої, відвертішої чуттєвості. 
У 2007 році письменник відвідав щорічний Форум книговидавців у Львові (Україна), дав декілька інтерв'ю українським ЗМІ, де розповів не лише про особливості своїх підходів до літератури та життя, творчі плани, але й зхарактеризував літературний процес у Хорватії 1990—2000-х років.